# Histoire de Toulon
Cet article présente les faits marquants de l'histoire de Toulon, de l'Antiquité à nos jours.

Blason de Toulon

Toulon est un port de guerre français. C’est l'un des principaux avec Brest et autrefois Rochefort.  

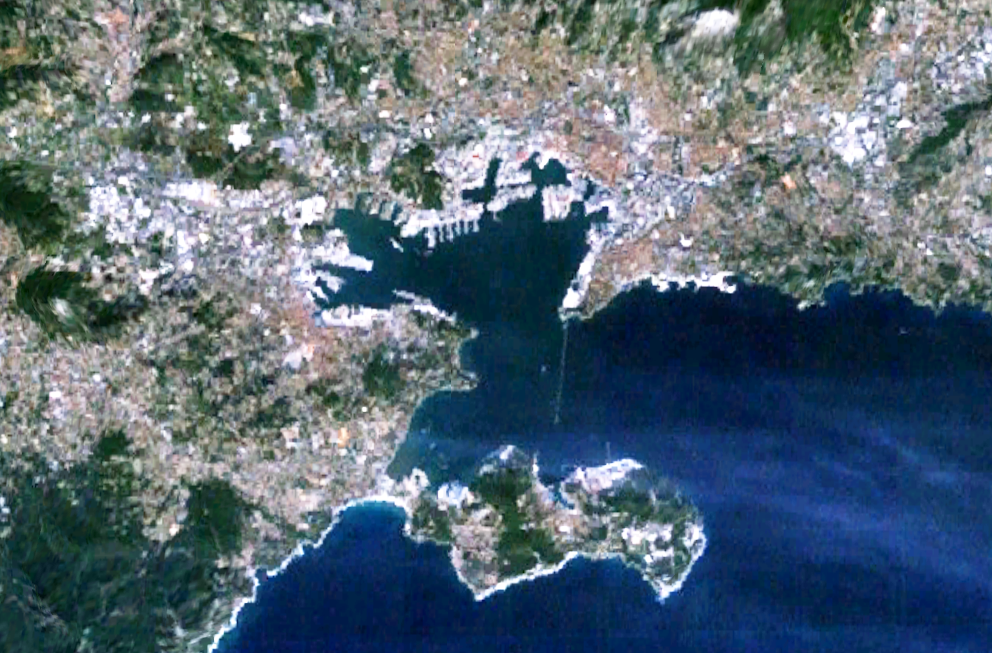
Vue satellite illustrant l'importance de la rade. Le site est fréquenté dès l'Antiquité et prend le nom de Telo Martius sous les Romains.

Le site est d’une exceptionnelle qualité, d’où la vocation maritime et militaire du port dès l’époque romaine. Au pied des hauteurs naturelles du Faron, du Coudon, du Gros-Cerveau et du mont Caume, la rade de Toulon s’impose comme l’une des plus belles du monde. Protégée des grandes houles par les îles d'Hyères et la presqu’île de Giens, divisée en grande et petite rade, elle abrite une pêcherie de pourpre dans l'Antiquité. Elle subit le contrecoup des guerres maritimes entre chrétiens et musulmans au Moyen Âge où elle passe sous l'autorité des vicomtes de Marseille. Pendant les guerres d'Italie, elle devient une base maritime militaire des rois de France et tient une place importante dans l'histoire de la marine française avec ses victoires et ses heures tragiques comme le siège de 1793 et le sabordage de la flotte en 1942. Après 1945, elle reste une base navale et un arsenal et reçoit le siège de la préfecture du Var, jusque-là à Draguignan, mais le recul industriel cause des problèmes sociaux persistants.

## Les évolutions d'un petit port de l'Antiquité au Moyen Âge
La baie a accueilli les Phéniciens puis les Romains sous le nom de Telo Martius (de Telo : la déesse ligure des sources — ou du latin tolus : pied de colline — et Martius : dieu latin de la guerre). Les Grecs y abritent leurs navires croisant entre Massalia et Olbia.[réf. nécessaire] Il s'y développe une pêcherie de murex, gros escargot de mer servant à teindre les toges. Sous l'Empire romain, Telo Martius devient l'une des deux teintureries impériales de pourpre, colorant naturel de couleur rouge, grâce à l'exploitation des Murex et des cochenilles du chêne kermès, alors dominants dans la région.
L'Itinéraire d'Antonin, au IIe siècle, mentionne une Tolo Martius. La Notitia dignitatum, vers 400, signale qu'un procurateur y dirigeait une teinturerie de pourpre. Un évêque y réside probablement à partir de 441 mais l'histoire du site est mal connue pendant le Haut Moyen Âge et il semble avoir été dépeuplé par les attaques des Sarrasins de Fraxinet. Une notice de l'abbaye Saint-Victor de Marseille, en 993, indique que la localité s'est repeuplée sous l'autorité du vicomte de Marseille. Elle est de nouveau pillée par les Sarrasins de Majorque (notamment le 27 juillet 1178, puis en 1196 mais les marins toulonnais aussi se faisaient volontiers pirates par temps de disette), protégée par lou Castéou de la mar (1366), la ville médiévale est successivement passée de la domination des vicomtes de Marseille à celle des comtes de Provence et elle empêcha en 1410 un débarquement des marins de Gênes. Rattachée à la couronne de France avec le comté de Provence en 1481, la ville comptait alors 250 maisons.

## DuXVIesiècleà nos jours: cinq siècles de vie militaire

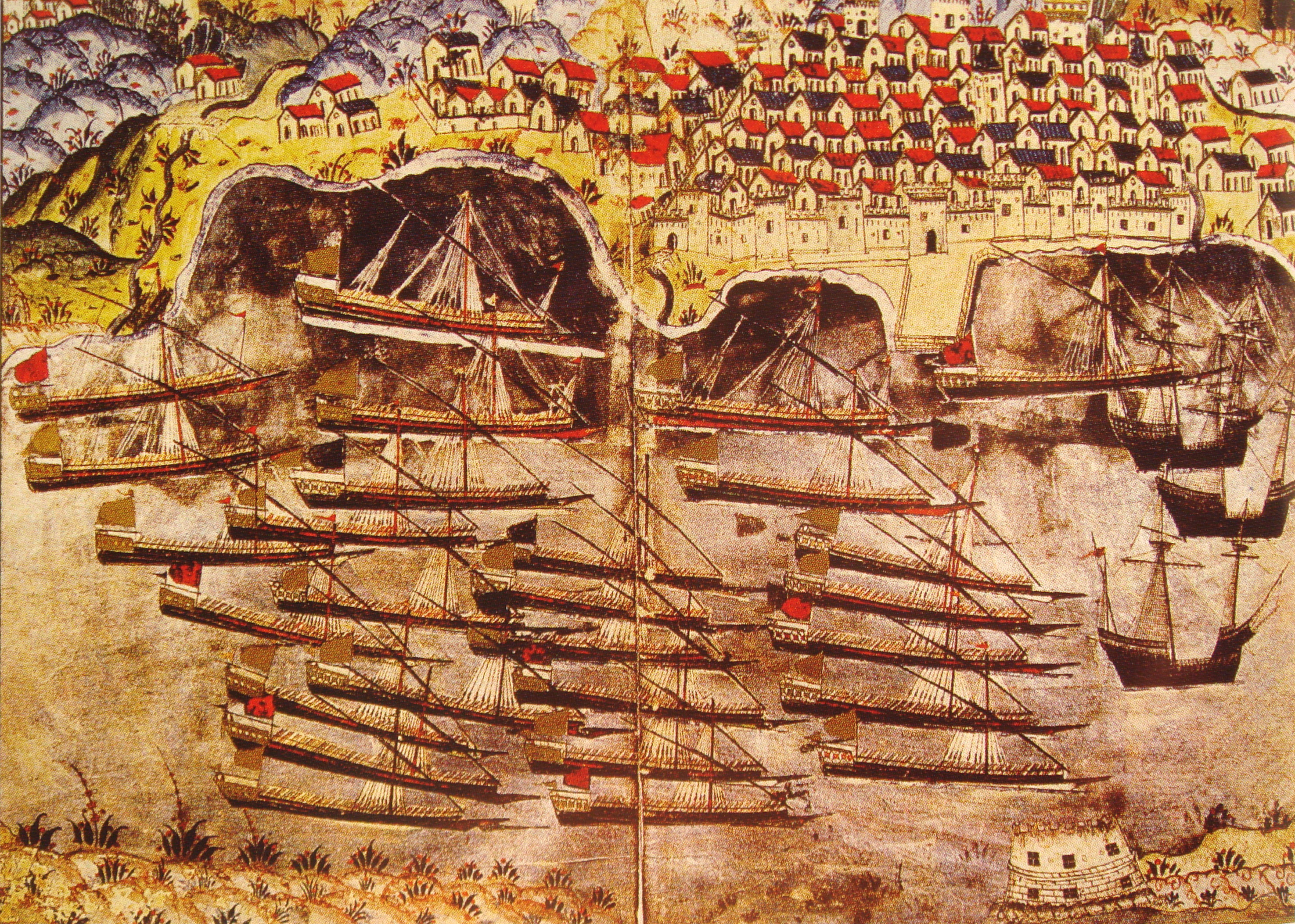
La flotte de Barberousse lors de son hivernage à Toulon en 1543.

### Les premiers aménagements royaux auXVIesiècle
Toulon fait l’objet de tous les soins de François Ier, d'Henri IV, du cardinal de Richelieu et de Louis XIV. À partir de Charles VIII — fondateur de l’arsenal —, Valois et Capétiens s’acharnent à faire de la place le premier port du Levant pour la guerre, même si Marseille -premier port commercial de France- conserve longtemps les galères du roi. Toulon surveillant à la fois le golfe du Lion et le golfe de Gênes, Louis XII y fait élever la première fortification de la place : la Grosse Tour de 1513, dite Tour Royale. Mais en 1524 Charles Quint s’empare de Toulon, avec le connétable de Bourbon et l’amiral Hugo de Moncada. En 1530, les Barbaresques saccagent le port. En 1534, François Ier fait ériger le fort des Vignettes (actuel fort Saint-Louis), sur le littoral du Mourillon, par Saint-Rémy, ingénieur des ports. Mais en 1536, Andrea Doria prend Toulon pour le compte de Charles Quint. 
Le roi François Ier devient le quasi allié du sultan ottoman Soliman le magnifique pour lutter contre le Habsbourg. Aussi, en 1543-1544, la flotte ottomane est-elle autorisée à hiverner à Toulon, vidée de ses habitants par ordre du roi afin d’éviter tout rapport entre marins turcs et femmes provençales. Seuls dix chefs de famille toulonnais sont autorisés à rester. « Pour imaginer Toulon, il faut s'imaginer à Constantinople » note un visiteur. Après le départ de la flotte de Soliman, le port est exonéré de taille pour dix ans en raison des dégâts subis. En 1558, les Turcs célèbrent encore leurs fêtes religieuses à Porquerolles.

### De Richelieu à Louis XIV: une politique royale décisive

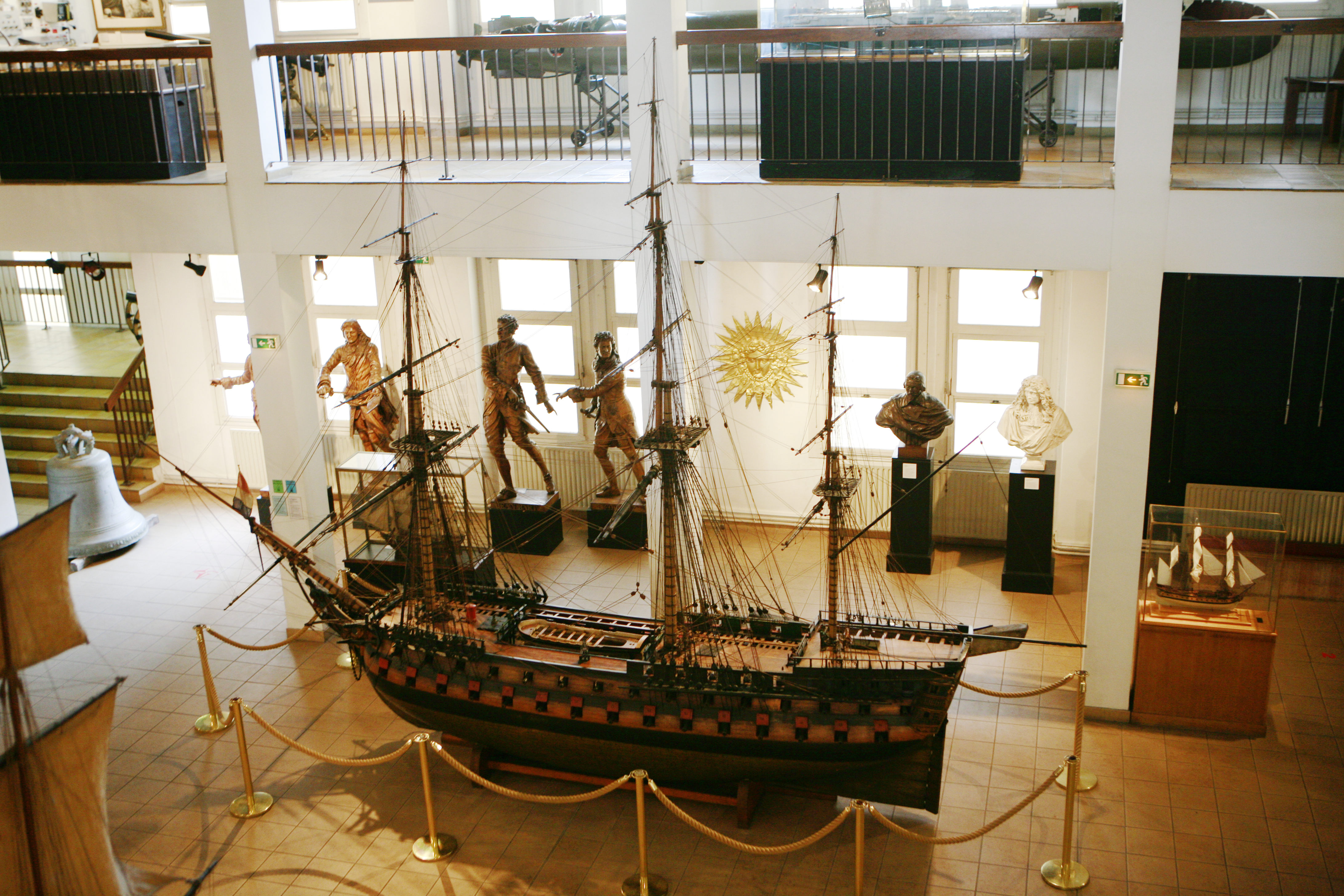
Modèle réduit d’un vaisseau de guerre du XVIIIe siècle. Lorsque les rois de France décident de se doter d'une marine permanente, Toulon est avec Brest l’un des rares ports ayant une profondeur suffisante pour accueillir les gros vaisseaux de ligne (Musée de la Marine de Toulon).

Henri IV, à qui le port a été très fidèle lors des troubles de la Ligue, crée véritablement le port militaire, englobant dans une muraille bastionnée (dès 1594) la ville et ses huit faubourgs. Deux grands forts bastionnés complètent le tout, et Henri IV jette les assises de deux grands môles de 700 pas chacun. L’arsenal est aménagé, de même que des chantiers de construction navale et la vieille darse d’une superficie de 15 ha. Sous Louis XIII, le port est destiné à jouer un rôle essentiel dans la guerre franco-espagnole de 1635-1659. Aussi, dès 1633, le roi et Richelieu chargent-ils le président Séguirian de faire partir de Toulon une description des côtes de Provence. Devant son accablant rapport (insuffisance de la Grosse Tour, manque d’artillerie, vie dissolue du gouverneur qui se partage entre sa mission militaire et ses quatre servantes), Richelieu fait élever la tour Balaguier dès 1634. En 1635, il achète aux Gondi les îles d'Hyères en même temps que leur généralat des galères. Amélioré, fortifié, le port accueille donc les flottes du comte d’Harcourt, du cardinal de Sourdis, du duc de Maillé-Brézé. Sourdis se plaint cependant de l’état d’abandon de la Grosse Tour dans son Mémoire sur les places et garnisons de Provence (1637), mais le port arme avec succès les escadres du roi. Pendant les troubles de la Fronde, Toulon demeure fidèle au roi, comme pendant la Ligue.
Le 12 septembre 1652 la ville de Toulon se soumet au duc de Mercœur, général de l'armée de Provence et futur gouverneur de Provence.
Toulon est avec Brest, le seul port capable d'accueillir de grands vaisseaux de guerre aux XVIIe et XVIIIe siècles. Ces derniers, qui sont de plus en plus lourds à cause du poids de plus en plus élevé de leur artillerie, présentent des tirants d'eau de plus en plus importants, soit 7 m après 1660-1680. Le site est même meilleur que celui de Brest qui est sous dominante de vents d'ouest, ce qui rend difficile la sortie des escadres. Toulon n'a pas ce problème, mais la Méditerranée est une mer presque fermée, et en cas de guerre, l'escadre de Toulon doit contourner l'Espagne pour rejoindre celle de Brest, ce qui demande beaucoup de temps. Mais l'autorité royale, qui gère les deux façades maritimes du pays, n'a de toute façon guère le choix et doit se plier aux contraintes géographiques.

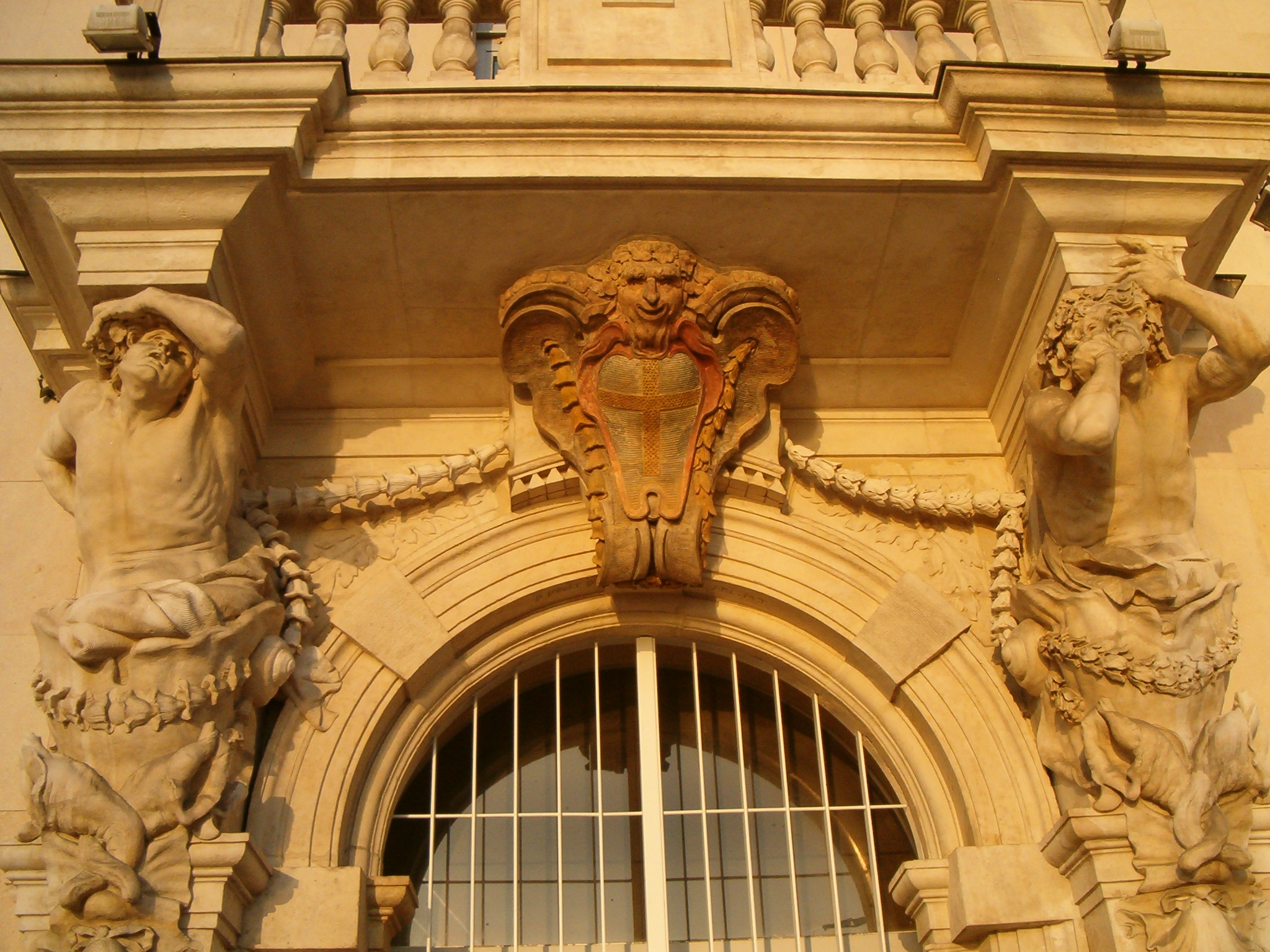
Atlantes de l'hôtel de ville de Toulon, sculptures de Pierre Puget, v. 1668-1679.

Sous l'impulsion de Colbert et de Louis XIV, le port se développe, ceux-ci décidant de donner une grande flotte de guerre au pays. Siège d’une première intendance de marine dès 1659 - avant Rochefort (1666), Brest (1674), Le Havre (1680) et Dunkerque (1683) -, Toulon accueille Louis XIV dès 1660, le chevalier Paul commandant la marine au port. En 1679, deux ans après le grand incendie qui détruit une partie de Toulon au départ d’une boulangerie du port, Vauban commence à Toulon la construction de la nouvelle darse (20 ha), réservée à la marine royale qui abandonne au commerce et à la pêche la vieille darse Henri IV. L’enceinte bastionnée est prolongée, deux nouveaux forts sont édifiés dont celui de l’Aiguillette, des cales de radoub sont construites, des batteries érigées pour faire face à toute descente ennemie. Avec sa corderie et sa place d’armes, le Toulon colbertien devient le principal port de guerre du royaume. Là sont construites puis armées les principales escadres de la guerre de Hollande (1672-1678), les flottes de Vivonne et Duquesne, victorieuses en Méditerranée des Hispano-Bataves. Alger, Gênes et Tripoli sont pareillement bombardées à partir d’escadres armées à Toulon. À la mort de Colbert, Seignelay, son successeur, visite Toulon (1684). Les jésuites y installent leur séminaire royal de marine (1685) destiné à convertir les officiers protestants au lendemain de la révocation de l’édit de Nantes et à former des aumôniers de marine. L’établissement fournit bientôt nombre de maîtres des gardes de la marine : surtout des professeurs d’hydrographie et de mathématiques. Pendant la guerre de la Ligue d'Augsbourg, sous les ministres Pontchartrain, Toulon accueille Tourville après la capture du convoi de Smyrne à Lagos (1693). 
Avec la guerre de Succession d'Espagne (1702-1713), les difficultés se multiplient. Gibraltar étant conquise par les Anglais, l’amiral de France comte de Toulouse arrive à Toulon pour empêcher la Méditerranée de devenir un lac anglais. Il y arme une grosse flotte qui combat à Vélez-Malaga, mais Gibraltar reste anglais. Après le double échec du siège du « rocher » (1704-1705), Toulon se trouve menacée par les Impériaux victorieux à Turin (1706). Convergent alors vers Toulon les troupes du duc de Savoie Victor-Amédée II et du prince Eugène : ils assiègent Toulon par le nord (29 juillet-21 août 1707) alors que la flotte anglo-hollandaise bloque le port par le sud. La marine royale, le maréchal de Tessé (général des galères), le comte de Grignan (lieutenant général de Provence, gendre de Madame de Sévigné), organisent la résistance. Les notables locaux (les Thomas, les Burgues, les Terras, les Flamenq, les Baussiers, les Martini, les d’Entrechaux), les consuls, le corps de ville, l’évêque de Toulon (Mgr Chalucet), tous se solidarisent dans une résistance acharnée. Les combats font rage au pied du fort Saint-Catherine. Les bourgeois sacrifient leurs biens au point que les Flamencs sont anoblis pour avoir coupé leurs oliviers afin de mieux atteindre l’adversaire. La ville est finalement sauvée, mais la flotte a été sabordée par précaution. 
Après le siège, la vie toulonnaise reprend autour de la vieille cathédrale Sainte-Catherine, agrandie de 1654 à 1661, puis ornée d’une belle façade en 1696. À la vie militaire et religieuse s’ajoute la vie artistique, animée par les sculpteurs locaux (Puget) ou les peintres toulonnais (La Rose) qui travaillent pour la marine du roi. Datent de cette période les célèbres Atlantes de Puget (1656) qui supportèrent longtemps le balcon de l’hôtel de ville. Port de commerce, Toulon a aussi sa vie centrée autour de la halle aux poissons, de la place de l’Huile, de la rue aux Arbres et des savonneries locales qui ont enrichi plusieurs familles (les Thomas, les Signier) devenues pépinières d’officiers généraux de la marine royale.

### DuXVIIIesiècleà 1945: la confirmation de la vocation navale

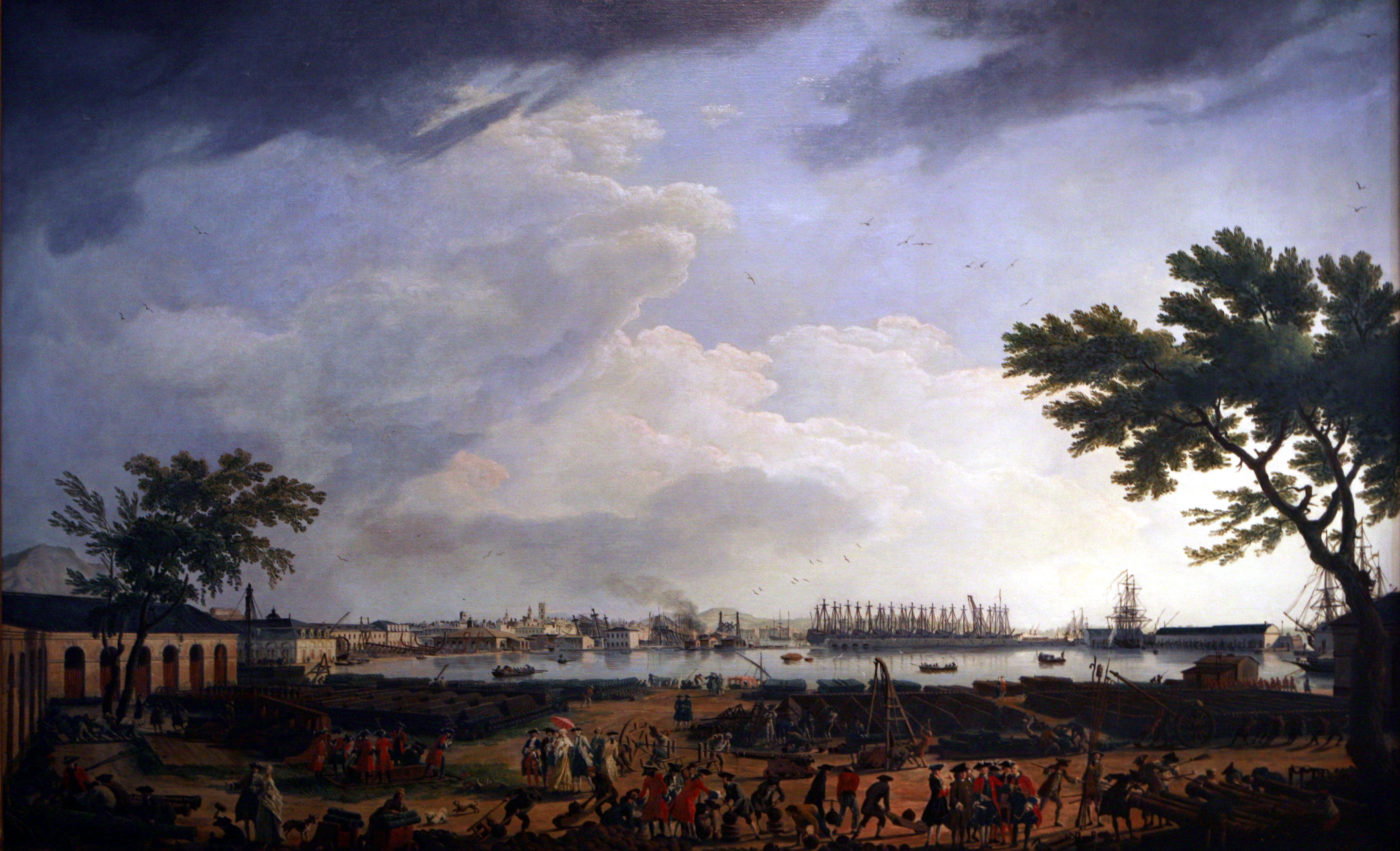
Toulon vers 1750. La ville abrite l'escadre de Méditerranée. Elle a été profondément modelée, aux, par les aménagements royaux autour du port et de l'arsenal. (Peinture de Joseph Vernet, musée de la marine de Toulon)

Au XVIIIe siècle, les dangers demeurent, notamment les épidémies qui nécessitent la construction du lazaret en 1657 et qui ravagent le port en 1664-1665 (peste). Après l’hiver 1709 qui voit les oliviers geler en Provence, la peste frappe Toulon en 1720-1721, en même temps que Marseille. Sur les 25 000 à 30 000 habitants, la ville en perd 15 783 (dont deux consuls et plusieurs officiers des vaisseaux du roi). Au début de la guerre de Succession d'Autriche (1740-1748), Toulon accueille une escadre espagnole poursuivie par la Royal Navy. C’est devant Toulon que se livre le premier combat naval de la guerre, sous le cap Sicié, combat qui libère la ville du blocus anglais (1744). En 1747, Toulon est menacée par les troupes des Impériaux et du roi de Sardaigne qui ont franchi les Alpes, mais l’envahisseur est finalement repoussé. L’année suivante, la suppression du corps des galères fait arriver 2 000 forçats à Toulon. En 1756, au début de la guerre de Sept Ans, La Galissonnière appareille de Toulon et s’empare de Minorque, offrant à la France l’une de ses rares victoires navales dans ce conflit. En 1759, La Clue-Sabran part de Toulon pour rejoindre l’escadre de Brest en vue de débarquer en Angleterre, mais il est défait à Lagos. Toulon joue un rôle secondaire pendant la guerre d'Amérique (1778-1783) mais c'est de son port que part, en 1778, la première escadre envoyée au secours des « Insurgents ».

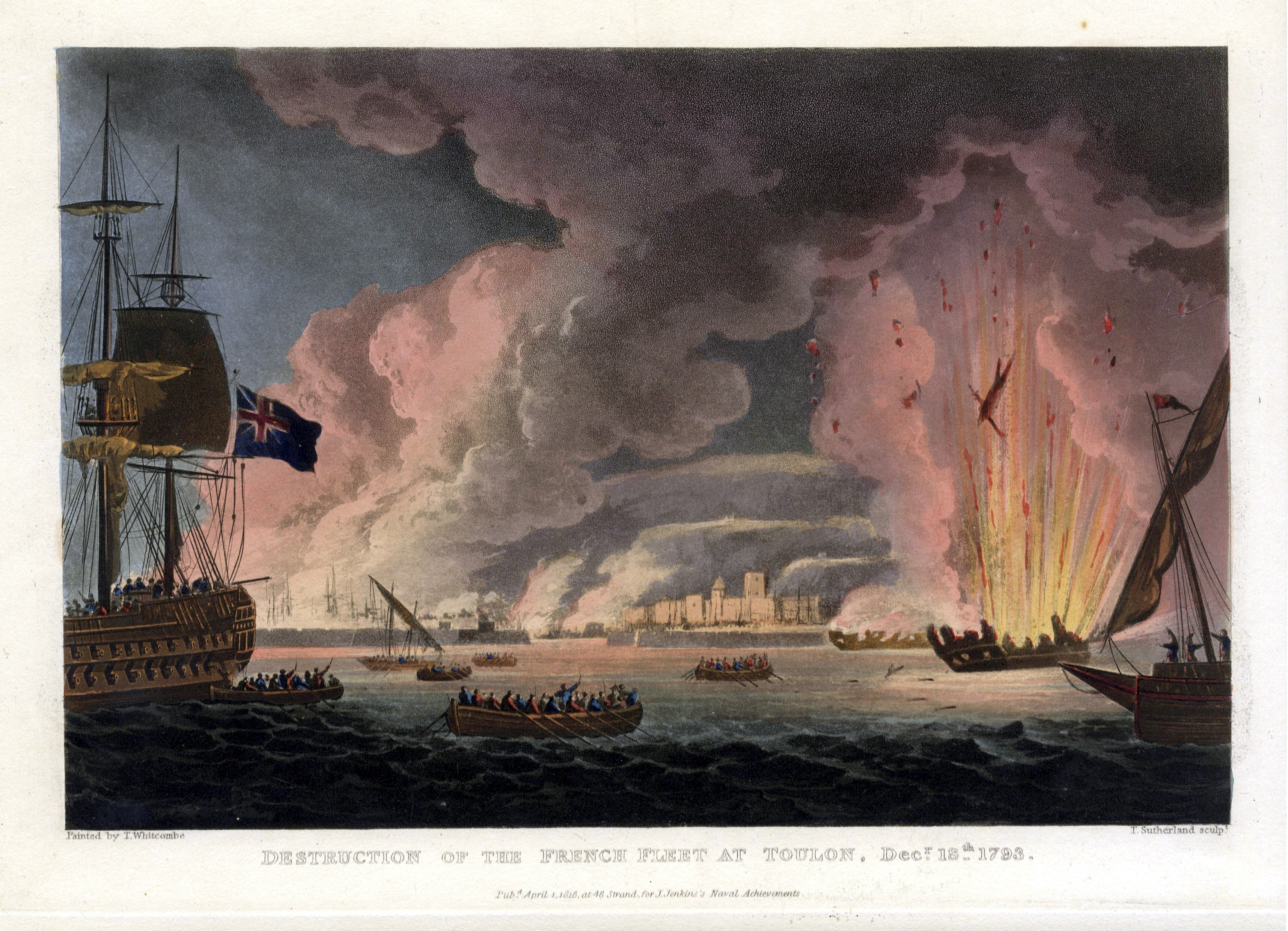
Destruction de la flotte française à Toulon le 18 décembre 1793, peinture de Thomas Whitcombe, 1816.

La période révolutionnaire est très difficile pour Toulon. D’Albert de Rions, qui commande la flotte, tente d'apaiser les tensions mais ne peut éviter le cachot. Un de ses successeurs, Flotte, est pendu à la porte de l’arsenal au cours des massacres de Septembre (1792). En 1793, la guerre avec l'Angleterre reprend alors que l'escadre est désorganisée par la fuite des officiers et l'agitation en ville. En 1793, la municipalité contre-révolutionnaire appelle les Anglais. Le 29 août, ils prennent place dans le port et neutralisent l’escadre républicaine. La contre-attaque révolutionnaire permet à Bonaparte de commencer à Toulon sa carrière militaire : le 19 décembre, les Anglais sont chassés, mais ils ont eu le temps d’incendier une partie des vaisseaux et le stock de bois de construction. Toulon, sévèrement châtiée par la Convention, est rebaptisée Port-la-Montagne pour être restée fidèle au roi comme au temps de la Ligue et de la Fronde. En 1795, la flotte du contre-amiral Martin rentre à Toulon après avoir combattu l’escadre anglaise en vue du cap Noli. L’expédition d’Égypte (1798) commence à Toulon avant de trouver une issue malheureuse à Aboukir. Érigée en siège d’arrondissement maritime, Toulon a pour premier préfet maritime le contre-amiral Vence. 

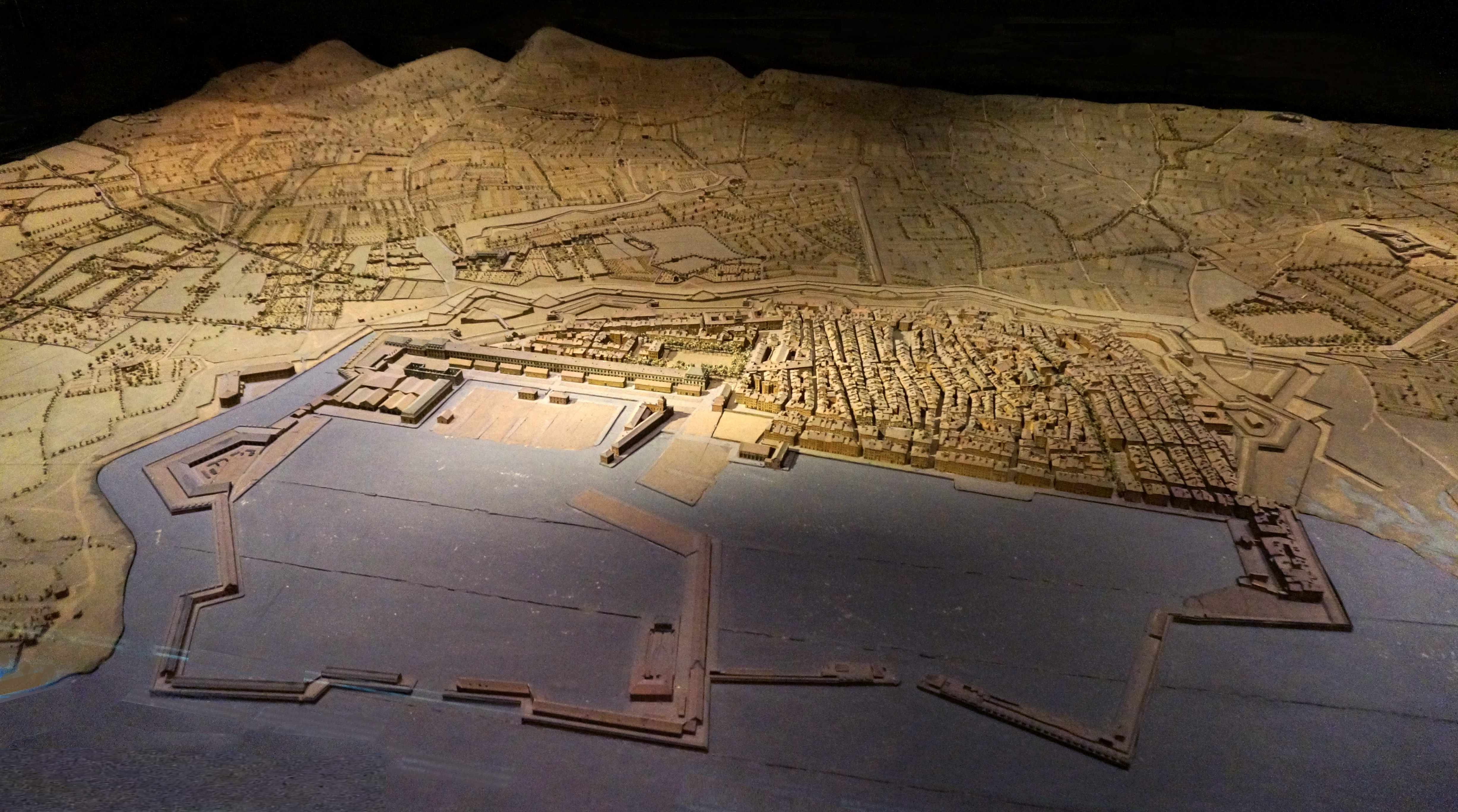
Le port en 1800, Musée des Plans-reliefs.

En 1805, Villeneuve part de Toulon pour Trafalgar. Ganteaume, Allemand, Emeriau servent aussi à Toulon sous l’Empire qui dote le port de deux nouveaux bassins, de défenses et du fort l’Empereur. Sous la Restauration, l’escadre victorieuse de Navarin part aussi de Toulon, tout comme l’expédition d’Alger et les escadres de Napoléon III destinées aux guerres d’Orient et d’Italie. Durant le XIXe siècle, Toulon accueille une importante immigration italienne liée au développement industriel et naval, ainsi que de nombreux Corses. Les permutations de la Marine nationale avec l'arsenal de Brest créent aussi une communauté bretonne.
Le port natal de marins comme Chabert, les Beaussier, Truguet, illustré par le peintre Vernet, est alors agrandi des arsenaux du Mourillon de Castigneau et de Missiessy (1836-1862). En 1893, l’escadre russe vient à Toulon pour consacrer l’alliance franco-russe. Le Tsar écoute la Marseillaise à bord, pour la première fois. Les années qui précèdent la Grande Guerre sont marquées par les explosions meurtrières de la poudrière de Lagoubran (1899), des cuirassés Iéna (1907) et Liberté (1911). Toulon joue ensuite un rôle majeur pendant les deux conflits mondiaux. Base des forces navales alliées en Méditerranée (1914-1918), la rade est formidablement protégée grâce à l’aménagement des hauteurs environnantes. 

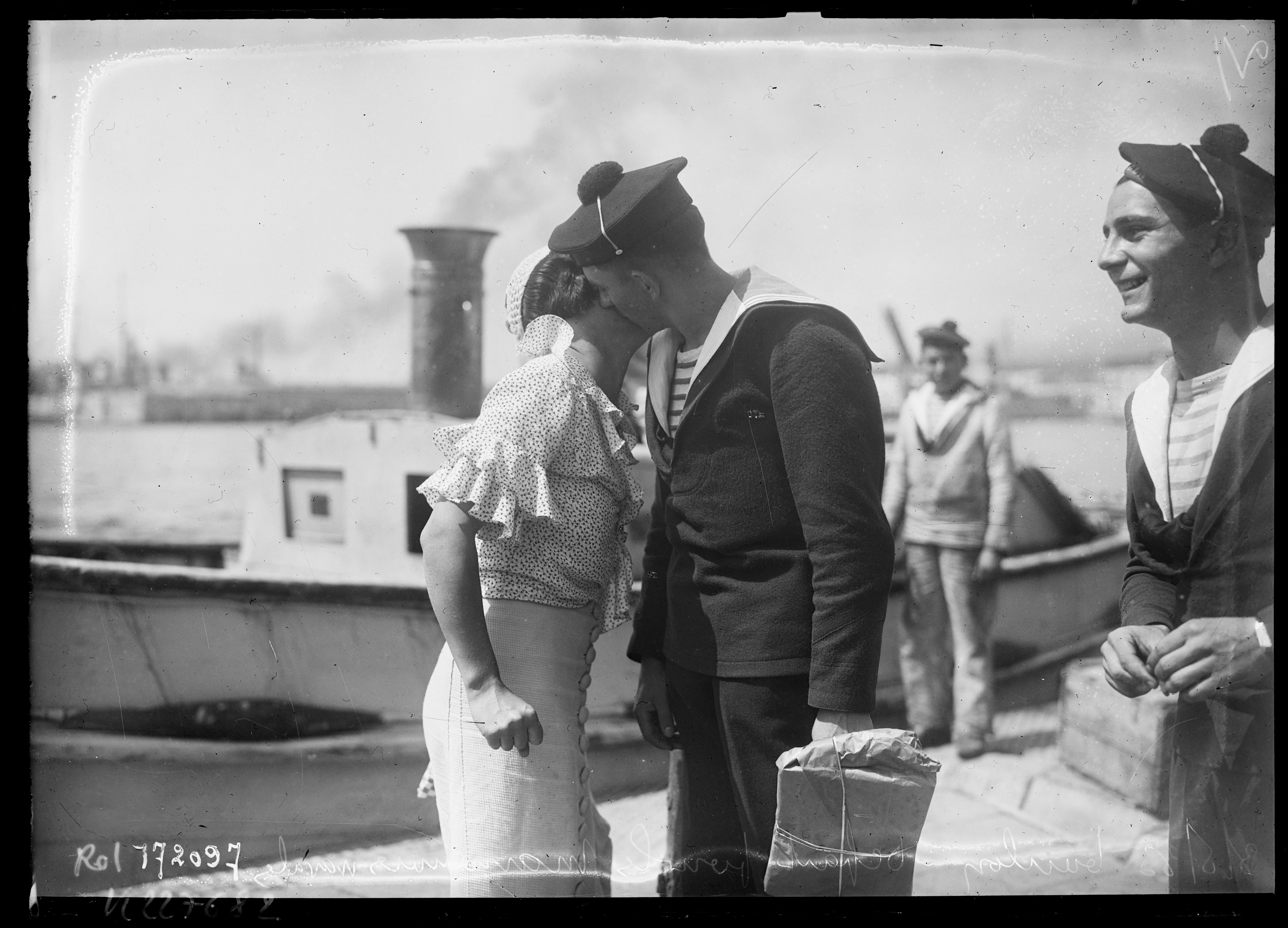
Départ des marins pour les manœuvres navales, adieux sur le quai, agence Rol, 1933.

En 1914, elle accueille les renforts venus d’Afrique du Nord. Son escadre participe au blocus des côtes autrichiennes et turques, à la malheureuse expédition des Dardanelles (1915), sauve les débris de l’armée serbe (1915), ravitaille le camp de Salonique (1917) et stationne en Crimée en 1919 pour tenter d’endiguer la révolution bolchevique. En juin 1919, la ville est touchée par la vague de mutineries qui secoue la flotte depuis la mer Noire. Dans les années 1920-1930, l’active politique du ministre de la marine Georges Leygues permet de repeupler la rade avec des bâtiments neufs pour assurer les liaisons avec l’empire colonial et faire face à l’Italie fasciste. En août 1935, de violents affrontements opposent les forces de police aux ouvriers des chantiers navals de Toulon qui contestaient la politique d'austérité du gouvernement. Cela a entraîné un grand nombre de morts et de blessés ; l'état d'urgence est imposé.
L’invasion de la France, en 1940, amène le régime de Vichy à neutraliser la flotte qui doit rester confinée dans la rade. De 1940 à 1942, Toulon arme cependant des navires d’escorte chargés de conduire les convois français vichystes outre-mer, ce qui amène parfois ces unités à livrer des combats contre les flottes Alliées.
Le régime de Vichy applique sa politique rapidement, y compris dans le domaine du symbolique et des noms de rue allant à l’encontre de ses valeurs. Le 22 octobre 1940, le secrétaire d’État à l’Intérieur Marcel Peyrouton prend une circulaire poussant à la chasse aux noms de rues contraires à l’idéologie vichyste : « il est inconvenant […] que cette manière d’hommage public continue à être rendu à la mémoire de ceux qui par leurs erreurs ou leurs fautes ont contribué à précipiter notre patrie dans la ruine ». C’est le seul cas où, en France, l’État a mené une épuration odonymique. La commune de Toulon doit ainsi changer de nombreux noms de rues, par anticommunisme pour celle portant le nom du Communard Félix Pyat, par antisémitisme celle évoquant Gaston Crémieux. Toulon change ainsi le nom de 226 rues fin 1941, cas unique en France, remplaçant les noms républicains ou progressistes par des noms plus en accord avec les valeurs du régime, en utilisant par exemple des noms de saints (évoquant la France éternelle) et bien sûr en n’oubliant pas le Maréchal-Pétain.

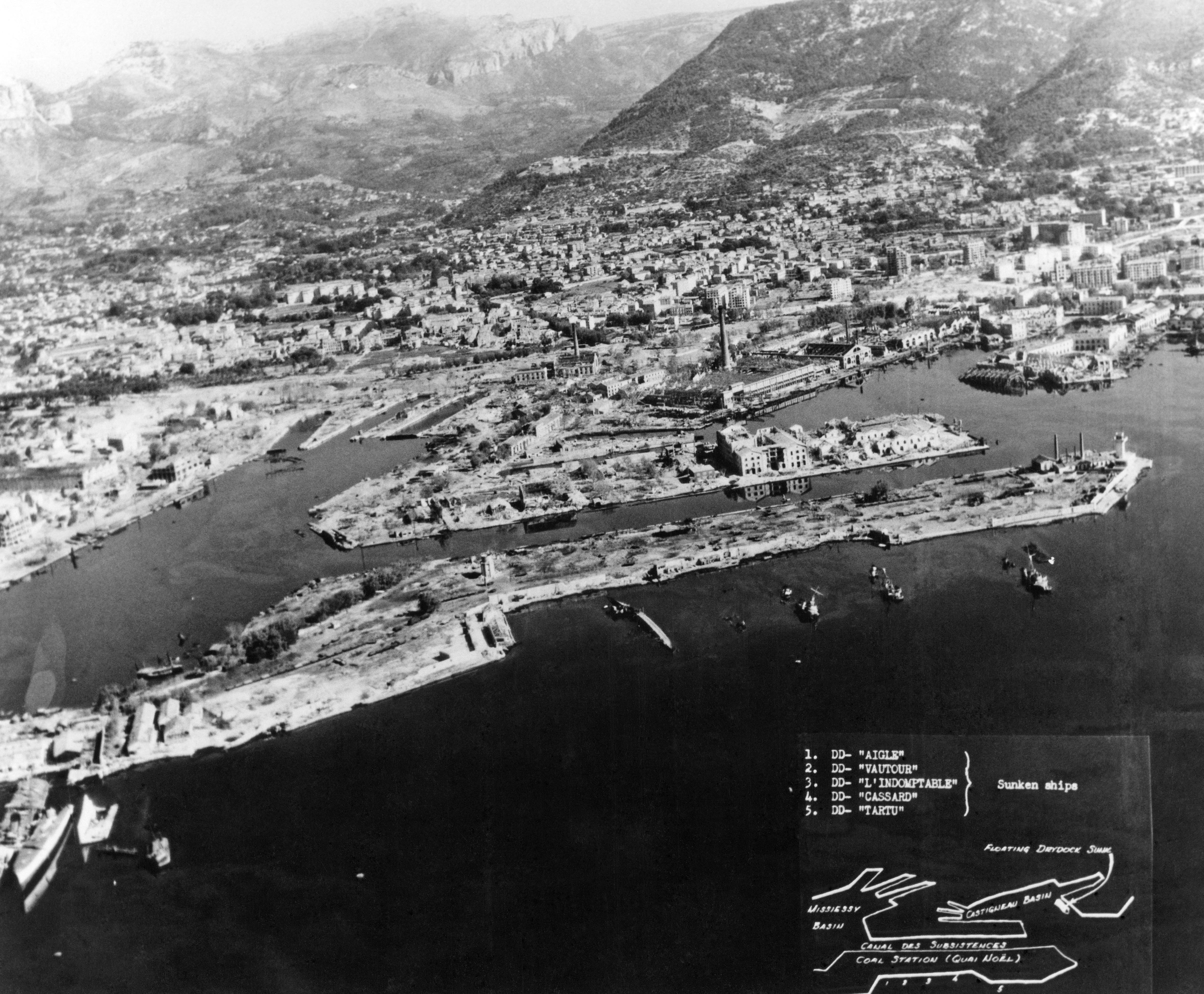
Le port de Toulon avec les épaves des navires sabordés, photographie aérienne américaine du 29 août 1944.

Le débarquement anglo-américain en Afrique du Nord provoque l’invasion de la zone non-occupée. Lorsque Toulon est encerclée par les troupes allemandes, ordre est donné à la flotte de se saborder (le 27 novembre 1942), les amiraux refusant de rejoindre les Anglo-américains en Afrique du Nord. La ville, occupée conjointement par les troupes allemandes et italiennes (ces dernières, jusqu'en octobre 1943) est donc régulièrement bombardée par l’aviation alliée et subit de gros dommages. Le 28 août 1944, après le débarquement de Provence, elle est libérée par les armées françaises du général De Lattre, composées en grande partie de troupes coloniales.

### De 1945 à nos jours: crise urbaine et poursuite de la vocation navale

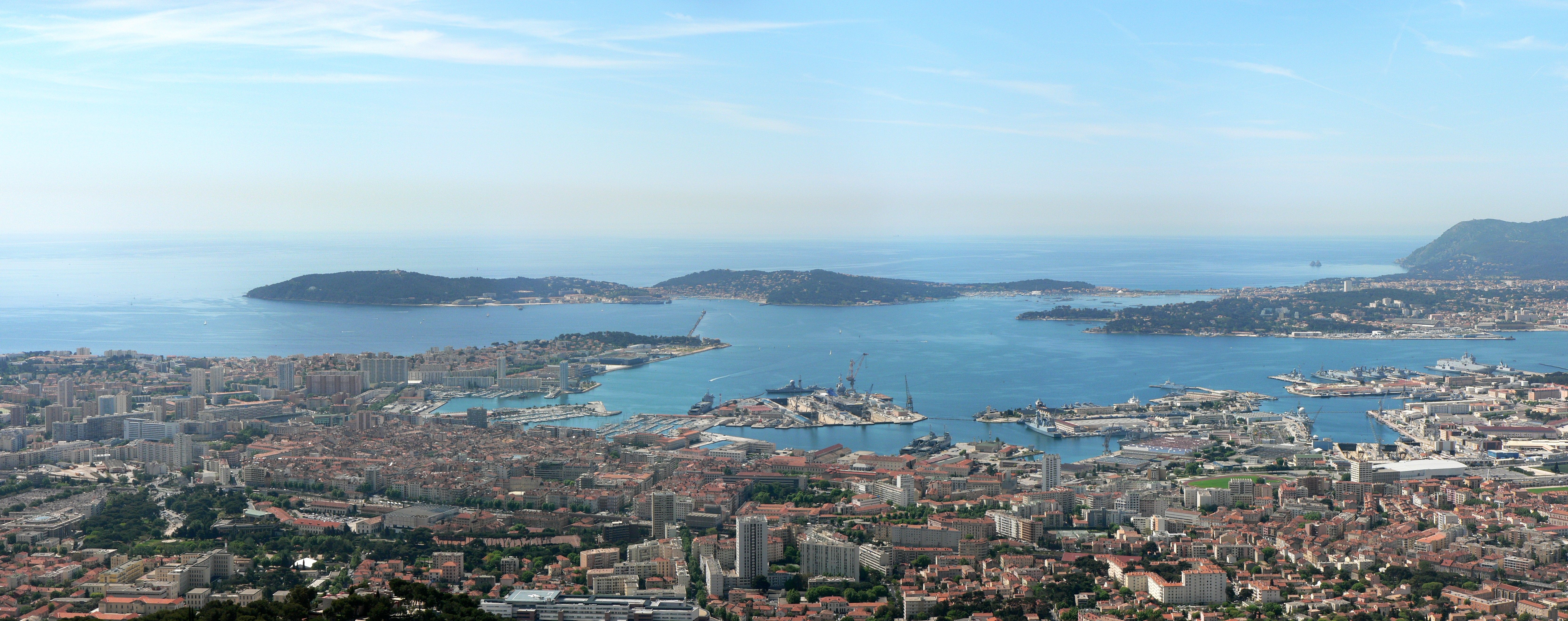
Vue générale de Toulon depuis le mont Faron, en 2008. Toulon reste avec Brest la principale base navale française.

Après la guerre, l'activité militaire ne faiblit pas : Toulon joue un rôle essentiel dans la logistique du corps expéditionnaire envoyé en Indochine puis dans les mouvements de troupe et de matériel vers l'Algérie ou lors de l'expédition de Suez (1956). Ce n'est qu'en 1962, avec la fin de la guerre d'Algérie, que prend fin pour Toulon une période d'intense activité militaire commencée en 1939. Aujourd’hui, Toulon est préfecture du Var (à la place de Draguignan) et préfecture maritime. Elle juxtapose les beautés du passé : cathédrale, église Saint-Louis, ancienne porte de l’arsenal (1732), ancienne porte du séminaire des Jésuites introduisant les garde-marine (1685), tour et cloche de l’arsenal, fort Saint-Louis, Tour Royale, et les erreurs de la reconstruction de l’après-guerre (front de mer dissimulant la rade, évêché du XVIIe défiguré, corderie Vauban fort éloignée de la restauration de celle de Rochefort, urbanisme anarchique et quasi absence de mise en valeur des vieux quartiers du port épargnés par la Seconde Guerre mondiale mais récemment rasés. 
À la fin de la Guerre d'Algérie, l'afflux des Pieds-noirs chassés de chez eux nécessite la construction rapide de nouveaux logements : autour de la vieille ville, qui se dégrade, s'élèvent alors de nouveaux quartiers de logements collectifs. Le « Petit Chicago » est après la Seconde Guerre mondiale le surnom d'un quartier mal famé situé au bas de la vieille ville, juste à la sortie de la porte principale de l’arsenal. Ce surnom fut donné par les pêcheurs, ce qui contribua largement à asseoir la mauvaise réputation de la ville dans les années 1950. Le quartier est tenu par le crime organisé dont les figures emblématiques sont Jean-Louis Fargette — un truand assassiné en 1993 — et Maurice Arreckx. Ce dernier est maire de Toulon de 1959 à 1985, puis président du conseil général du Var de 1985 à 1994 et sénateur de 1986 à 1995. « Au début de leur carrière dans le grand banditisme, Fargette et ses hommes de main se livraient aux activités traditionnelles du milieu, comme le racket des bistrots, qu’ils incendiaient lorsqu’on ne les payait pas, relate François Trucy, maire de la ville de 1985 à 1995. Ensuite, Fargette est passé à la construction et aux affaires immobilières, en s’associant avec mon prédécesseur, Maurice Arreckx. » Les journalistes Simon Fontvieille et Jean-Baptiste Malet relève qu'« ensemble, l’élu et le truand règnent sur Toulon durant plus de deux décennies. Ils bouleversent la physionomie de la ville en faisant construire d’immenses verrues de béton et tissent des réseaux d’allégeance clientélistes. Lors des législatives de 1978, Arreckx place Fargette à la tête d’une officine électorale et lui demande d’assurer la sécurité des meetings de son parti, l’Union pour la démocratie française (UDF). Lorsque le premier ministre Raymond Barre se rend à Toulon afin de soutenir les candidats UDF, c’est Fargette, alors fiché au grand banditisme, qui monte à la tribune pour prononcer le discours de bienvenue…»

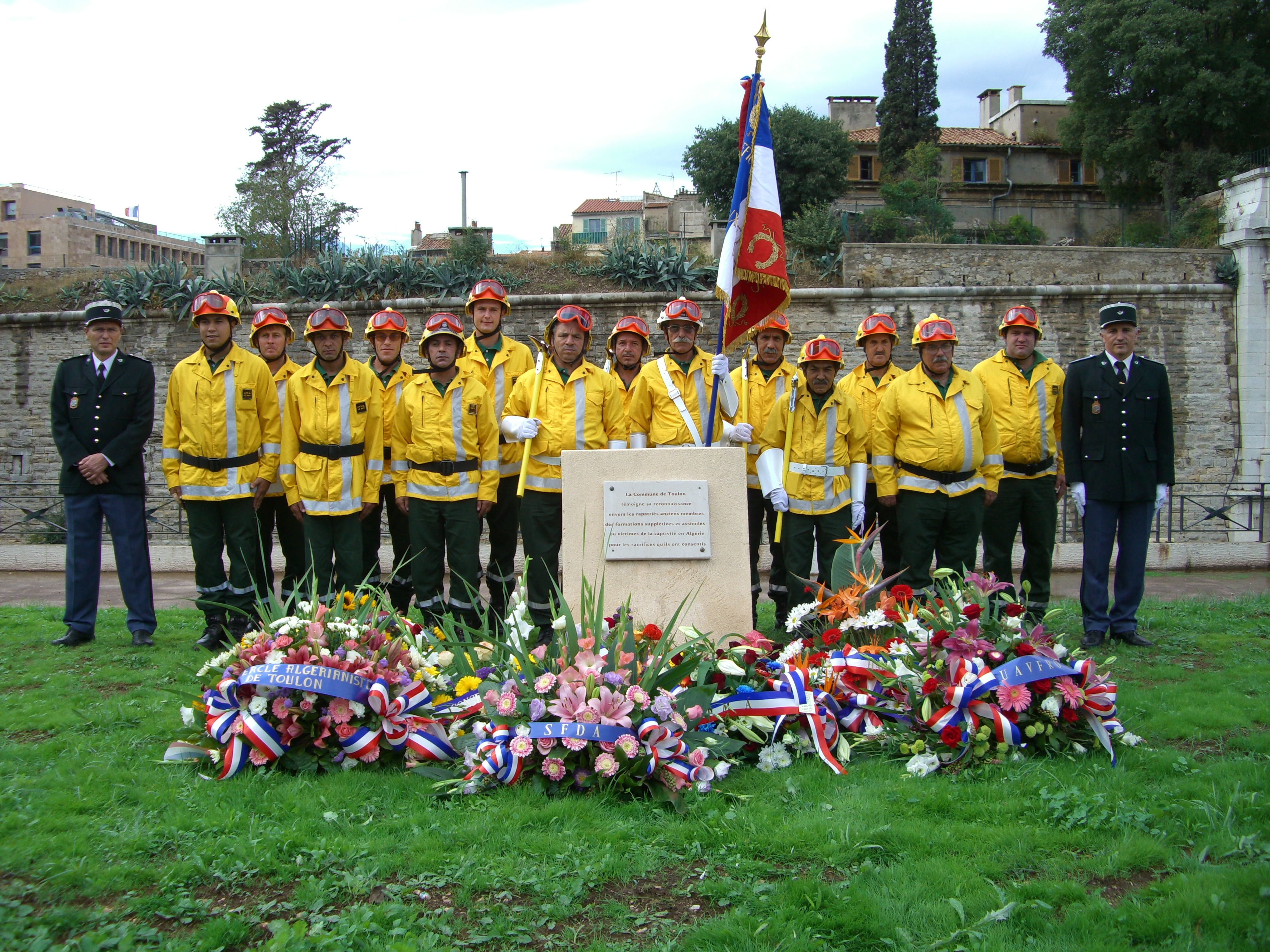
Cérémonie d'hommage aux Harkis à Toulon le 27 septembre 2006.

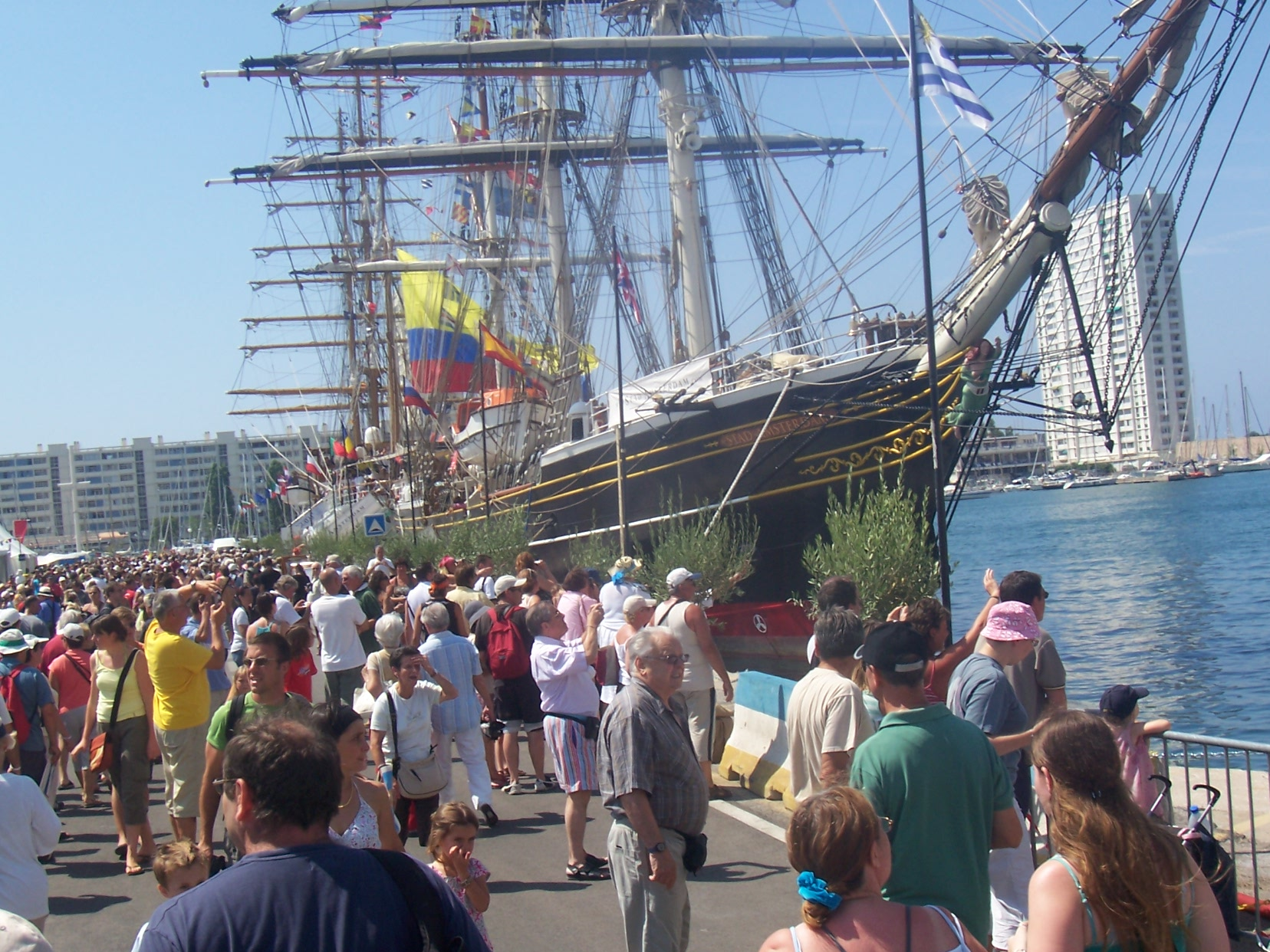
Le voilier colombien Gloria à Toulon au rassemblement des Voiles de légende le 23 juillet 2007.

À partir des années 1970 Toulon connaît une forte déprise économique et sociale, et doit faire face à divers problèmes. Un taux de chômage élevé, un développement de la délinquance notamment dans le centre-ville en plein délabrement, une saturation du trafic routier lié à la mauvaise politique des transports de l'agglomération, une gestion affairiste de la ville, notamment sous le mandat du maire Maurice Arreckx, contribuent à la victoire du Front national aux élections municipales de 1995, gouvernant la ville jusqu'en 2001.
En ce début de XXIe siècle, Toulon cherche à améliorer son image et à s'affirmer comme une véritable métropole régionale, à travers une revalorisation de son centre ancien, une amélioration des infrastructures de communication, et un développement économique. La ville reste aujourd’hui, avec la Force d'action navale, la principale base de la marine nationale en Méditerranée. Les sous-marins nucléaires d’attaque y sont stationnés ainsi que les plus récentes frégates anti-aériennes (Forbin) ou (Chevalier Paul), tout comme le porte-avion nucléaire Charles de Gaulle. La vocation militaire de Toulon, malgré la baisse constante des effectifs de la flotte, n'est pas remise en cause : en 2011, l'opération Harmattan en Libye, a mobilisé le plus gros des moyens de l'escadre. D'autres vaisseaux s'en vont assurer la défense des intérêts français en Afrique (Mission Corymbe depuis 1990), soutenir l’intervention en Afghanistan (depuis 2001), lutter contre la piraterie dans l'océan Indien (opération Atalante) depuis 2008, ou bombarder l’État islamique (opération Chammal) depuis 2014.